# Bondegård
En bondegård er en landejendom med husdyr eller jord, som dyrkes. Ordet er sammensat af bonde (fastboende) og gård (indhegnet område, omgærdet). En typisk gård består af stuehus, stald og lade. Egentlige bondegårde havde en værdiansættelse på mindst 3 – og højst 11 tønder hartkorn.
Udtrykket bondegård er det traditionelle ord for det, som landboer selv kalder en landejendom eller en gård.

## Størrelser af gårde
Traditionelt betragtedes gårde på mindst 3 og højst 11 tønder hartkorn som gårdbrug eller almindelige bondegårde. De store landbrug (fra 12 tønder hartkorn) og de små landbrug (under 3 tønder hartkorn) har andre navne.

### Oversigt
- Husmandssteder: Under 15 tønder land og under én tønde hartkorn.
- Boelsmandssteder: Under 3 tønder hartkorn, men større end de egentlige husmandsteder.
- Halvgårde: 3-5 tønder hartkorn (de mindste bondegårde).
- Helgårde: 6-11 tønder hartkorn (de største bondegårde).
- Proprietærgårde: 12-23 tønder hartkorn.
- Godser eller Herregårde: 24 tønder hartkorn eller mere.

### Bondestanden
Til bondestanden regnedes traditionelt gårdmænd, boelsmænd og husmænd samt almuesfolk i landsbyerne. Derimod blev proprietærer og godsejere betegnet som landmænd uden for bondestanden.

## Gårdtyper
I Danmark findes forskellige gårdtyper.
- Den enlængede gård (især på Bornholm, Sydfyn og i Sønderjylland)
- Den tolængede eller parallelle gård (især i Thy og Vendsyssel)
- Den firlængede vestjyske klitgård (især Hardsyssel og ned til syd for Ringkøbing fjord)
- Den trelængede gård (især på Fyn)
- Den firlængede gård (især på Sjælland, Fyn og i Østjylland)
- Dn parallelgård, er en gård med to parallelle længer, den ene til beboelse, den anden til stald og lade

En almindelig gårdtype i Sønderjylland er den slesvigske gård (mest som enlænget gård).

## Landbrugets begreber

### Bygninger og arealer
- agerumslade
- bondehus
- eng
- fold
- lade
- ager eller mark.
- markvej
- mødding
- silo
- stald
- svinesti

### Produkter
- afgrøde
- ensilage
- gylle
- gødning
- hø
- korn
- mælk

### Redskaber
Se desuden Landbrugsredskaber
- høtyv
- mælkejunge
- traktor

### Øvrige begreber
- alsæd
- brak
- brakmark
- fold (afkast)
- græsmarksbrug
- høst
- landbrug
- skovbrug
- svedjebrug
- Trevangsbrug
- Økologisk landbrug